# Eremochelis kastoni
Espèce
Eremochelis kastoni est une espèce de solifuges de la famille des Eremobatidae.

## Distribution
Cette espèce est endémique de Californie aux États-Unis,.

## Description
Les mâles mesurent de 8,8 à 13,1 mm et les femelles de 10,9 à 13,8 mm.

## Étymologie
Cette espèce est nommée en l'honneur de Benjamin Julian Kaston.

## Publication originale
- Rowland, 1974 : A new solpugid of the genus Eremochelis (Arachnida: Solpugida: Eremobatidae) from California with a key to males of the genus. Occassional Papers of the Texas Tech University Museum, no 25, p. 1-8 (texte intégral).